# Blood on the Bricks (album Aldo Nova)
Blood on the Bricks è il quarto album del musicista rock/AOR Aldo Nova. Il disco è uscito nel 1991 per l'etichetta discografica Mercury Records.

## Tracce
1. Blood on the Bricks – 4:54
2. Medicine Man – 4:49
3. Bang Bang – 4:27
4. Someday – 5:08 (Bon Jovi, Richard Hughes, Nova)
5. Young Love – 4:16 (Bon Jovi, Nova, Jim Vallance)
6. Modern World – 4:33
7. This Ain't Love – 5:05
8. Hey Ronnie (Veronica's Song) – 4:45
9. Touch of Madness – 4:24
10. Bright Lights (Nova) – 6:20

## Formazione
- Aldo Nova - voce, chitarra, tastiera
- Steve Segal - chitarra
- Randy Jackson - basso
- Kenny Aronoff - batteria
- Daniel Barbe - pianoforte
- Greg Mathieson - organista
- Aldo Mazza - percussioni
- Jon Bon Jovi - cori